# Феолог (Апостолидис)
Митрополит Феологос (греч. Μητροπολίτης Θεολόγος в миру Иоа́ннис Апостоли́дис греч. Ιωάννης Αποστολίδης; род. 27 марта 1967, Волос) — епископ Элладской православной церкви; митрополит Серрский и Нигритский (с 2003).

## Биография
Родился 27 марта 1967 года в городе Волосе, в Греции.
В 1988 году окончил богословскую школу Афинского университета и аспирантуру Аристотелевского университета в Салониках по специальности церковная история.
После рукоположения в сан диакона и иерея, служил в храме свв. Константина и Елены в Волосе, а позднее на различных должностях Димитриадской и Альмирской митрополии.
В 1999 году перешёл в клир Афинской архиепископии и был назначен секретарём Священного синода Элладской православной церкви, а в 2000 году — главным секретарём. В этой должности участвовал в большинстве официальных делегаций Элладской церкви.
16 мая 2003 года избран митрополитом Серрским и Нигритским. Интронизация состоялась 21 мая.
Кроме греческого (родной), владеет английским и французским языками.